# Rock & Roll Queen
Rock & Roll Queen è uno dei singoli della indie rock band britannica The Subways estratto dal loro album di debutto Young for Eternity. La canzone è presente nella colonna sonora della serie tv The OC ed è presente come prima traccia nella raccolta Music from the OC: Mix 5. È presente inoltre nel film Die Hard 4.0, e nelle colonne sonore dei due videogiochi della EA Sports Rugby 06 , FIFA Street 2, nel gioco Saints Row 2 ed infine nel gioco Forza Horizon. Il singolo ha raggiunto la posizione numero 22 nella classifica delle vendite britanniche (Official Albums Chart) e la posizione numero 37 in Italia.
È stata usata come colonna sonora anche per il film RocknRolla.

## Tracce
- Vinile

1. "Rock & Roll Queen"
2. "Under The Sun"

- CD

1. "Rock & Roll Queen"
2. "Automatic"

- Maxi CD

1. "Rock & Roll Queen"
2. "Another Sense"
3. "I Want To Hear What You Have Got To Say" (Zane Lowe Session)
4. "Rock & Roll Queen" (Video)